# Лунгу, Алик
Алик Лунгу (англ. Alick Lungu; род. 24 марта 2002, Блантайр) — малавийский футболист, защитник клуба «Биг Буллетс» и национальной сборной Малави.

## Карьера
Профессиональную карьеру футболиста начал в 2021 году в малавийском клубе «Биг Буллетс». В дебютном сезоне за клуб стал чемпионом Суперлиги. В сентябре 2022 года вместе с клубом отправился на квалификационные матчи Лиги чемпионов КАФ. Дебютировал на турнире 18 сентября 2022 года в матче против танзанийского клуба «Симба». В сезоне 2022 года футболист снова стал вместе с клубом победителем чемпионата, а также стал обладателем Кубка Малави.

## Международная карьера
В марте 2022 года футболист получил вызов в молодёжную сборную Малави до 23 лет. Дебютировал за сборную 18 марта 2022 года в товарищеском матче против сверстников из Того.
Дебютировал за национальную сборную Малави в матче 9 июня 2022 года против сборной Гвинеи в рамках квалификации на Кубок африканских наций.

## Достижения
«Биг Буллетс»
- Чемпион Малави (3): 2020/21, 2022, 2023
- Обладатель Кубка Малави (2): 2022, 2023